# 어거스트: 가족의 초상
《어거스트: 가족의 초상》(영어: August: Osage County)은 존 웰스가 감독을, 트레이시 레츠가 각본을 맡은 미국의 2013년 희비극 영화이다. 퓰리처상을 수상한 레츠의 동명 희곡이 원작이다. 조지 클루니, 진 두메이니언, 그랜트 헤슬로브, 스티브 트랙슬러가 제작에 참여하였다.
이 영화는 가장(샘 셰퍼드 분)이 갑자기 사라지자 온 가족이 본가로 모이면서 벌어지는 역기능 가정 이야기를 그리며, 앙상블 캐스트로 메릴 스트리프, 줄리아 로버츠, 이완 맥그리거, 크리스 쿠퍼, 애비게일 브레슬린, 베네딕트 컴버배치, 줄리엣 루이스, 마고 마틴데일, 더멋 멀로니, 줄리앤 니컬슨 등이 출연하였다.
상업적으로는 평범한 성공을 거두었으며, 비평가들로부터 엇갈린 평가를 받았다. 2014년 제86회 아카데미상에서 여우 주연상(스트리프)과 여우 조연상(로버츠) 후보에 지명되었다.

## 줄거리
8월(August) 오세이지군(Osage County). 알코올 의존증인 시인 베벌리가 갑자기 실종되자 구강암 탓에 마취제에 중독된 아내 바이얼릿은 흩어져 살던 세 딸과 여동생 매티 페이 부부의 가족에게 이를 알리고 하나둘씩 집으로 모인다.
이윽고 베벌리는 자살한 시체가 되어 돌아오고, 오랜만에 재회한 가족들은 장례를 치르게 된다. 망가진 바이얼릿, 이를 지켜보는 딸들과 여동생 부부. 베벌리의 죽음으로 어떤 방어막이 사라진 듯한 바이얼릿은 약물에 취해 가족들을 독설로 마구 휘두른다. 오랫동안 바이얼릿을 외면하며 자신의 삶을 살아 온 첫째 딸 바버라는 추해져 버린 바이얼릿의 모습을 참지 못하고 날카롭게 맞서다가 결국 몸싸움을 벌여 바이얼릿의 약을 빼앗고 집 안에 있던 모든 약물을 폐기한다.
바버라는 부모를 버리듯 떠나 시작한 결혼 생활이 남편의 외도와 별거, 어린 딸의 마약 중독으로 인해 비참한 현실로 망가진 것에 콤플렉스를 갖고 있다. 다들 둘째 아이비는 남자에 관심 없이 부모 곁에서 평생을 살아온 줄로만 알았으나 아이비가 실은 이모 매티 페이의 아들인 사촌 동생 찰스와 사랑에 빠져 뉴욕으로 떠날 작정임이 밝혀진다. 바버라는 그런 아이비를 말리지만 아이비는 언니와 동생이 자신에게 부모를 떠맡긴 것을 원망하며 이젠 본인의 행복을 찾겠다고 말한다. 여러 남성을 전전해 온 셋째 캐런은 새 약혼자라면서 껄렁해 보이는 사업가를 데려온다.
이 호색한 약혼자는 바버라의 십 대 딸에게 마약을 권하며 추근대다가 상주 간호사 조나에게 얻어맞는다. 그럼에도 캐런은 행복한 결혼의 환상에서 벗어나지 못하고 약혼자를 감싼 뒤 약혼자와 함께 떠난다. 아이비는 사촌 찰스와의 사랑을 터놓기 위해 바이얼릿과 대화하던 중에 찰스가 실은 베벌리와 매티 페이가 한때 불륜을 저질러 그 사이에서 태어난 막내 남동생이며, 자신과는 사촌인 동시에 이복 남매 사이인 것을 알게 되고, 큰 충격에 빠져 영영 떠나 버린다.

## 출연진
- 메릴 스트리프 - 바이얼릿 웨스턴 역
- 줄리아 로버츠 - 바버라 웨스턴포덤 역
- 이완 맥그리거 - 빌 포덤 역
- 크리스 쿠퍼 - 찰스 에이컨 시니어 역
- 애비게일 브레슬린 - 진 포덤 역
- 베네딕트 컴버배치 - 찰스 “리틀 찰스” 에이컨 주니어 역
- 줄리엣 루이스 - 캐런 웨스턴 역
- 마고 마틴데일 - 매티 페이 에이컨 역
- 더멋 멀로니 - 스티브 휴버브렉트 역
- 줄리앤 니컬슨 - 아이비 웨스턴 역
- 샘 셰퍼드 - 베벌리 웨스턴 역
- 미스티 어펌 - 조나 모네바타 역

## 기타 제작진
- 총괄 제작: 밥 와인스틴, 하비 와인스틴